# Heebie Jeebies
Heebie Jeebies è un brano musicale jazz composto da Boyd Atkins divenuto noto nel 1926 nell'interpretazione di Louis Armstrong. L'incisione per la Okeh Records dei Louis Armstrong and his Hot Five include un celebre esempio di cantato scat da parte di Armstrong.

## Il brano
Una leggenda metropolitana (apparentemente diffusa da Richard M. Jones negli anni trenta) vuole che a Louis Armstrong sia caduto il foglio con il testo della canzone mentre stava incidendo in studio e che quindi abbia iniziato ad improvvisare inventando la tecnica dello scat. L'episodio, sebbene molto noto, potrebbe essere apocrifo. Nondimeno, l'originalità della tecnica vocale impiegata impressionò molti quando il disco fu pubblicato, e musicisti quali Frank Teschmacher e Bix Beiderbecke si dissero entusiasti.